# Stylochaeton
Stylochaeton Lepr. (dawniej Stylochiton Lepr.) – rodzaj roślin zielnych z rodziny obrazkowatych, obejmujący 18 gatunków występujących w tropikalnej i południowej Afryce. Nazwa naukowa rodzaju pochodzi od greckich słów στύλος (stylos – kolumna, w bot. szyjka słupka) i χιτών (chiton – szata) i odnosi się do zamknięcia kwiatów żeńskich listkami okwiatu do wysokości szyjki słupka.

## Morfologia
ŁodygaPodziemne kłącze.
LiścieRoślina tworzy od jednego do kilku liści o blaszce lancetowatej do sercowatej, oszczepowatej lub strzałkowatej. Katafile często wyraźnie nakrapiane.
KwiatyRośliny jednopienne, tworzące od jednego do czterech kwiatostanów typu kolbiastego pseudancjum, częściowo poniżej poziomu podłoża lub na jego poziomie, często otoczonych katafilami. Pochwa kwiatostanu w dolnej części pękata, tworząca komorę, w górnej wąsko cylindryczna, lub cylindryczna na całej długości. Kwiaty żeńskie położone są w dolnej części kolby spiralnie lub w pojedynczym okółku. Położone wyżej kwiaty męskie oddzielone są od żeńskich nagą szczeliną, niekiedy z kilkoma prątniczkami, w przypadku niektórych gatunków odcinki pokryte kwiatami obu płci przylegają do siebie. Kwiaty męskie składają się z 2–7 pręcików, otaczających jałową, szczątkową zalążnię. Główki pręcików klinowato-jajowate, z równowąskimi pylnikami. Zalążnie płodnych kwiatów żeńskich jednokomorowe (sekcja Cyclogyne) lub 2-4-komorowe i niekompletne (sekcja Spirogyne). Zalążki anatropowe, wydłużone. Szyjki słupka długie, zakończone dyskowato-kulistym znamieniem. Kwiaty obu płci otoczone są okwiatem, którego listki tworzą pojedynczą, filiżankowatą strukturę, wyraźniejszą u kwiatów żeńskich.
OwoceOwocostan powstaje poniżej poziomu podłoża lub na jego poziomie. Składa się z mięsistych jagód.
Gatunki podobnePrzedstawiciele rodzajów zamiokulkas i Gonatopus, od których różnią się prostą blaszką liściową, listkami okwiatu zrośniętymi w filiżankowatą strukturę i zrośniętymi brzegami pochwy na wysokości komory.

## Biologia i ekologia
RozwójWieloletnie hemikryptofity lub geofity ryzomowe, wiecznie zielone lub przechodzące okres spoczynku w porze suchej.
SiedliskoWilgotne lub suche lasy równikowe lub podrównikowe, sawanny.
GenetykaLiczba chromosomów 2n = 28, 56.

## Systematyka
Pozycja rodzaju według Angiosperm Phylogeny Website (aktualizowany system APG IV z 2016)Należy do monotypowego plemienia Stylochaetoneae, podrodziny Zamioculcadoideae, rodziny obrazkowatych (Araceae), rzędu żabieńcowców (Alismatales) w kladzie jednoliściennych (ang. monocots).
Do czasu opublikowania wyników badań filogenetycznych podrodziny Aroideae w 2008 r. rodzaj Stylochaeton był zaliczany do tej podrodziny. W trakcie badań ustalono, że rodzaj ten stanowi klad siostrzany rodzaju Gonatopus i wyłączenie go do podrodziny Zamioculcadoideae jest konieczne dla zachowania monofiletyczności podrodziny Aroideae.
Gatunki zgodnie z podziałem rodzaju według Englera
- sekcja Spirogyne – kwiaty żeńskie położone spiralnie, zalążnie 2-4-komorowe, niepełne
  - Stylochaeton angolensis Engl.
  - Stylochaeton borumensis N.E.Br. in D.Oliver & auct. suc. (eds.)
  - Stylochaeton natalensis Schott
  - Stylochaeton puberulus N.E.Br. in D.Oliver & auct. suc. (eds.)
  - Stylochaeton salaamicus N.E.Br. in D.Oliver & auct. suc. (eds.)
- sekcja Cyclogyne – kwiaty żeńskie położone w pojedynczym okółku, zalążnie jednokomorowe
  - Stylochaeton grandis N.E.Br. in D.Oliver & auct. suc. (eds.)
  - Stylochaeton hypogaeus Lepr.
  - Stylochaeton kerensis N.E.Br. in D.Oliver & auct. suc. (eds.)
  - Stylochaeton lancifolius Kotschy & Peyr.
  - Stylochaeton zenkeri Engl.
- pozostałe gatunki (nieznane w czasie opublikowania pracy Englera)
  - Stylochaeton bogneri Mayo
  - Stylochaeton crassispathus Bogner
  - Stylochaeton cuculliferus Peter
  - Stylochaeton euryphyllus Mildbr.
  - Stylochaeton kornasii Malaisse & Bamps
  - Stylochaeton milneanus Mayo
  - Stylochaeton oligocarpus Riedl
  - Stylochaeton shabaensis Malaisse & Bamps

## Zagrożenie i ochrona
Pięć gatunków z rodzaju Stylochaeton znajduje się w Czerwonej księdze gatunków zagrożonych.
Stylochaeton bogneri
Kategoria: (EN) zagrożony    B1ab(iii)+2ab(iii) ver 3.1

Rok oceny: 2006

Główne zagrożenie: Wycinanie lasów związane z wypalaniem węgla drzewnego i ekspansją obszarów rolniczych.

Ochrona: Stanowiska tego gatunku znajdują się na obszarach chronionych, w rezerwatach: Mailujanji, Shimba Hills, Kwamngumi i Segoma.
Stylochaeton crassispathus
Kategoria: (VU) narażony B1ab(iii)+2ab(iii);D2 ver 3.1

Rok oceny: 2006

Główne zagrożenie: Wycinanie lasów związane z wypalaniem węgla drzewnego.

Ochrona: Stanowiska tego gatunku znajdują się na obszarach chronionych, w rezerwatach: Selous i Kwambai.
Stylochaeton euryphyllus
Kategoria: (VU) narażony B2ab(iii)     ver 3.1

Rok oceny: 2006

Główne zagrożenie: Wycinanie lasów związane z wypalaniem węgla drzewnego i ekspansją obszarów rolniczych.

Ochrona: Stanowisko tego gatunku znajduje się na obszarze chronionym rezerwaru Selous.
Stylochaeton milneanus
Kategoria: (VU) narażony    B1ab(iii)+2ab(iii)     ver 3.1

Rok oceny: 2006

Główne zagrożenie: Wycinanie lasów związane z wypalaniem węgla drzewnego i ekspansją obszarów rolniczych.

Ochrona: Stanowisko tego gatunku znajduje się na obszarze chronionym rezerwaru Kanga.
Stylochaeton salaamicus
Kategoria: (LC) najmniejszej troski     ver 3.1

Rok oceny: 2006

Główne zagrożenie: Wycinanie lasów związane z wypalaniem węgla drzewnego i ekspansją obszarów rolniczych.

Ochrona: Stanowiska tego gatunku znajdują się w wielu obszarach chronionych, m.in. w rezerwatach Shimba, Tana River i Selous.

## Zastosowanie
Rośliny jadalneStylochaeton hypogaeus jest rośliną jadalną. W Ghanie i Burkina Faso jadane są kwiatostany tej rośliny. W Senegalu i Gwinei rośliny te dodawane są do piwa.
Rośliny leczniczeW Beninie wywar z liści Stylochaeton hypogaeus podawany jest ciężarnym kobietom w celu stymulacji wzrostu płodu. W Ghanie rozgniecione, ugotowane kłącze tej rośliny stosowane jest na czyraki. Wywar z korzeni S. hypogaues oraz kory Anogeissus leiocarpa używany jest w leczeniu hemoroidów. W badaniu na szczurach wykazano, że ekstrakt wodny korzeni roślin tego gatunku wykazuje działanie przeciwzapalne.